# Битва при Арсі-сюр-Об
Битва при Арсі-сюр-Об — одна з битв Війни Шостої коаліції (наполеонівські війни), яка сталася 20-21 березня 1814 року між французькою армією імператора Наполеона Бонапарта і союзним австро-російсько-баварським військом фельдмаршала Шварценберга і завершилася поразкою Наполеона. Остання битва перед взяттям Парижа союзниками.

## Напередодні битви
У жовтні 1813 року наполеонівська армія була розбита союзниками під Лейпцигом. Союзники зайняли всю Німеччину і в січні 1814 року перейшли французький кордон. Ціллю союзників був Париж. Але в лютому 1814 року Наполеон наніс контрудар по союзним силам. В ході шестиденної війни на Марні Наполеон розбив пруссько-російське військо фельдмаршала Гебхарда Блюхера. У битві при Лаоні 9-10 березня 1814 року Наполеон остаточно добив армію Блюхера і відкинув її на схід. В цей же час, коли Наполеон вів боротьбу з Блюхером, головна союзна армія Шварценберга почала вирішальний похід на Париж. Наполеон був змушений маневрувати між двома союзними арміями Блюхера і Шварценберга і при цьому не мав достатніх сил для захисту Парижа.
В середині березня 1814 року Наполеон почав наступ проти Головної армії союзників. Він сподівався атакувати супротивника на марші, але союзна армія зосередила всі свої корпуси між ріками Сена і Об та зайняла оборону. Наполеон вирішив їх атакувати на березі ріки Об.

## Битва

### Бій 20 березня
20 березня Шварценберг наказав австро-баварському корпусу генерала Вреде зайняти позицію в Сен-Набор-сюр-Об, одночасно простягаючи три корпуси кронпринца Вюртемберзького між ним і Вуе. Австрійський фельдмаршал мав намір почати наступ на захід об 11 годині ранку, але Наполеон почав битву першим і зірвав усі плани Шварценберга.
Армія Наполеона (30 тисяч вояків) вранці 20 березня почала наступ вздовж ріки Об на місто Арсі. Місто утримував загін баварської кавалерії. Побачивши рух наполеонівської армії баварці залишили місто і відійшли на з'єднання з основними силами союзної армії в район Труа.
Наполеон, побачивши відхід баварців, сприйняв це як початок відходу всієї союзної армії. Він негайно наказав своїй кавалерії переслідувати відступаючого противника. Французька кіннота кинулася вперед, але наштовхнулася на російську кінноту. Росіяни відкинули французів назад в Арсі. Тимчасом південніше від Арсі французька Стара Гвардія маршала Нея атакувала австро-баварський корпус генерала Вреде, але не змогла прорвати його оборону.
Під кінець дня становище для французів стало зовсім невигідним. Противник мав удвічі більше військ — понад 60 тисяч вояків, спроби потіснити союзні війська успіху не мали. Скориставшись своєю чисельною перевагою, а також перевагою в артилерії союзники атакували армію Наполеона. Під час атаки союзні війська діяли наступним чином: правий фланг — австро-прусський корпус Вреде; центр — російська армія фельдмаршала Барклай-де-Толлі; лівий фланг — австрійський корпус генерала Гілуая. Союзники відкрили потужний артилерійський вогонь. Під кінець дня до них прийшло свіже підкріплення і тепер союзна армія нараховувала вже 90 тисяч вояків. Незважаючи на це французи змогли втримати оборону, але Наполеон розумів що довго оборонятися в нього не вийде.

### Відступ Наполеона
Не чекаючи нової атаки союзників вранці 21 березня Наполеон віддав наказ відступати. Французи відійшли за ріку Об і знищили мости через неї. Обережний Шварценберг не став ризикувати і не переслідував відступаючого противника.

## Наслідки
Наполеон не зміг завдати поразки союзній армії Шварценберга і зупинити його наступ на Париж, хоча дещо сповільнив його наступ. Наполеон втратив 800 вояків полоненими і ще близько 4 тисяч вояків убитими. Союзники втратили десь до тисячі вояків. Після цієї битви армія Наполеона відступила на схід Франції, а союзники рушили на Париж.